# Formula Chen
La formula di Chen è un metodo semplificato per la determinazione della degradazione delle prestazioni in fibra ottica a singolo modo a causa della GVD (dispersione velocità di gruppo).
La degradazione delle prestazioni viene indicata tramite il parametro ECP (Eye Closure Penality) e la formula di Chen l'approssima a:
{\displaystyle ECP=-10log_{10}\left(cos\left({\pi ^{2} \over 2}R^{2}{d^{2}\beta (\omega _{0}) \over d\omega ^{2}}L\right)\right)}
dove
{\displaystyle R} - bit rate

{\displaystyle \omega _{0}} - pulsazione della portante ottica

{\displaystyle L} - lunghezza della fibra

{\displaystyle \beta (\omega )} - fase della risposta in frequenza della fibra ottica

## Dimostrazione
La sequenza più distorta in fibra ottica a casa della GVD  è la sequenza 10101010(...). Supponendo che il campo elettrico in ingresso alla fibra sia approssimabile ad
{\displaystyle E_{i}(t)={(1+cos(\omega _{c}t)) \over 2}}
con {\displaystyle \omega _{c}=\pi R}.
Se questo segnale viene inviato in back2back ad una ricevitore con fotodiodo ed un filtro elettrico passabasso di banda circa R otteniamo una corrente prima del filtro:
{\displaystyle I(t)=R_{s}|E_{i}(t)|^{2}=R_{s}{(1+2cos(\omega _{c}t)+cos(\omega _{c}t)^{2})) \over 4}}
con {\displaystyle R_{s}} la Responsivity del fotodiodo
La corrente dopo il filtro:
{\displaystyle I(t)=R_{s}\left({3 \over 8}+{1 \over 2}cos(\omega _{c}t)\right)}
Se andiamo a valutare l'apertura dell'occhio {\displaystyle \theta _{B}} per tale segnale otteniamo che 
{\displaystyle \theta _{B}=R_{s}\qquad }
Se ora si rivaluta lo stesso segnale inviato lungo una fibra lunga L e con risposta in frequenza data dall'equazione lineari di Schroendiger arrestata al secondo ordine:
{\displaystyle H_{LP}(\omega )=e^{-j\phi (\omega )}\qquad \phi (\omega )={\omega ^{2} \over 2}{d^{2}\beta (\omega _{0}) \over d\omega ^{2}}L}
Il campo ricevuto sarà:
{\displaystyle E_{o}(t)={1 \over 2}+{1 \over 4}e^{j(\omega _{c}t-\phi (\omega _{c}))}+{1 \over 4}e^{-j(\omega _{c}t+\phi (-\omega _{c}))}={1 \over 2}+{1 \over 4}e^{j(\omega _{c}t-\phi (\omega _{c}))}+{1 \over 4}e^{-j(\omega _{c}t+\phi (\omega _{c}))}}
con corrente elettrica prima del filtro:
{\displaystyle I(t)={R_{s} \over 4}\left(1+cos(\omega _{c}t)e^{j\phi (\omega _{c})})(1+cos(\omega _{c}t)e^{-j\phi (\omega _{c})}\right)}
e dopo il filtro:
{\displaystyle I(t)=R_{s}\left({3 \over 8}+{1 \over 2}cos(\phi (\omega _{c}))cos(\omega _{c}t)\right)}
Con un occhio 
{\displaystyle \theta =R_{s}cos(\phi (\omega _{c}))\qquad }
Dalla definizione di ECP:
{\displaystyle ECP=10log_{10}\left({\theta _{b} \over \theta }\right)=-10log_{10}\left(cos(\phi (\omega _{c}))\right)=-10log_{10}\left(cos\left({\omega _{c}^{2} \over 2}{d^{2}\beta (\omega _{0}) \over d\omega ^{2}}L\right)\right)=-10log_{10}\left(cos\left({\pi ^{2} \over 2}R^{2}{d^{2}\beta (\omega _{0}) \over d\omega ^{2}}L\right)\right)}

## Validità
La formula di Chen, approssimando la transizione dei bit ad una sinusoide, ha validità solo per {\displaystyle \phi (\omega _{c})<<\pi /2\qquad }, in quanto valori ulteriori reinfaserebbero la sinusoide facendo decadere il modello matematico. Per un calcolo migliore dell'ECP per qualsiasi valore di fase, e tenendo anche conto del chirp, si può approssimare la transizione di bit ad impulsi gaussiani.